# Лафаєтт (Кентуккі)
Лафаєтт (англ. LaFayette) — місто (англ. city) в США, в окрузі Крістіан штату Кентуккі. Населення — 177 осіб (2020).

## Географія
Лафаєтт розташований за координатами 36°39′37″ пн. ш. 87°39′29″ зх. д. / 36.66028° пн. ш. 87.65806° зх. д. (36.660214, -87.658132).  За даними Бюро перепису населення США в 2010 році місто мало площу 0,61 км², з яких 0,61 км² — суходіл та 0,00 км² — водойми. В 2017 році площа становила 0,67 км², з яких 0,67 км² — суходіл та 0,00 км² — водойми.

## Демографія
Згідно з переписом 2010 року, у місті мешкало 165 осіб у 69 домогосподарствах у складі 46 родин. Густота населення становила 269 осіб/км².  Було 82 помешкання (134/км²).
Расовий склад населення:
| - 93,3 % — білих - 4,8 % — чорних або афроамериканців - 0,6 % — вихідців з тихоокеанських островів |

До двох чи більше рас належало 1,2 %. Частка іспаномовних становила 3,0 % від усіх жителів.
За віковим діапазоном населення розподілялося таким чином: 23,0 % — особи молодші 18 років, 64,9 % — особи у віці 18—64 років, 12,1 % — особи у віці 65 років та старші. Медіана віку мешканця становила 38,9 року. На 100 осіб жіночої статі у місті припадало 98,8 чоловіків;  на 100 жінок у віці від 18 років та старших — 111,7 чоловіків також старших 18 років.
Середній дохід на одне домашнє господарство  становив 41 575 доларів США (медіана — 32 500), а середній дохід на одну сім'ю — 49 563 долари (медіана — 50 000). Медіана доходів становила 36 250 доларів для чоловіків та 26 250 доларів для жінок. За межею бідності перебувало 20,0 % осіб, у тому числі 27,9 % дітей у віці до 18 років та 31,3 % осіб у віці 65 років та старших.
Цивільне працевлаштоване населення становило 63 особи. Основні галузі зайнятості: освіта, охорона здоров'я та соціальна допомога — 33,3 %, роздрібна торгівля — 23,8 %, науковці, спеціалісти, менеджери — 15,9 %.